# Lasioptera cephalandrae
Lasioptera cephalandrae är en tvåvingeart som först beskrevs av Mani 1934.  Lasioptera cephalandrae ingår i släktet Lasioptera och familjen gallmyggor. Inga underarter finns listade i Catalogue of Life.